# Chặng đua MotoGP Áo 2023
Chặng đua MotoGP Áo 2023 là chặng đua thứ 10 của mùa giải đua xe MotoGP 2023. Chặng đua diễn ra từ ngày 18/08/2023 đến ngày 20/08/2023 ở trường đua Red Bull Ring, Áo.
Ở thể thức MotoGP tay đua Francesco Bagnaia của đội đua Ducati Corse giành chiến thắng cả hai cuộc đua Sprint race và đua chính, qua đó tiếp tục dẫn đầu bảng xếp hạng tổng với 251 điểm.

## Kết quả phân hạng thể thức MotoGP
| Fastest session lap |

| Stt                | Số xe | Tay đua               | Xe      | Kết quả      | Kết quả  |
| Stt                | Số xe | Tay đua               | Xe      | Q1           | Q2       |
| ------------------ | ----- | --------------------- | ------- | ------------ | -------- |
| 1                  | 1     | Francesco Bagnaia     | Ducati  | Vào thẳng Q2 | 1:28.539 |
| 2                  | 12    | Maverick Viñales      | Aprilia | Vào thẳng Q2 | 1:28.576 |
| 3                  | 33    | Brad Binder           | KTM     | Vào thẳng Q2 | 1:28.653 |
| 4                  | 43    | Jack Miller           | KTM     | 1:28.831     | 1:28.769 |
| 5                  | 73    | Álex Márquez          | Ducati  | Vào thẳng Q2 | 1:28.828 |
| 6                  | 10    | Luca Marini           | Ducati  | 1:29.120     | 1:28.839 |
| 7                  | 72    | Marco Bezzecchi       | Ducati  | Vào thẳng Q2 | 1:28.908 |
| 8                  | 88    | Miguel Oliveira       | Aprilia | Vào thẳng Q2 | 1:28.966 |
| 9                  | 20    | Fabio Quartararo      | Yamaha  | Vào thẳng Q2 | 1:29.034 |
| 10                 | 5     | Johann Zarco          | Ducati  | Vào thẳng Q2 | 1:29.113 |
| 11                 | 41    | Aleix Espargaró       | Aprilia | Vào thẳng Q2 | 1:29.245 |
| 12                 | 89    | Jorge Martín          | Ducati  | Vào thẳng Q2 | 1:30.367 |
| 13                 | 44    | Pol Espargaró         | KTM     | 1:29.295     | N/A      |
| 14                 | 23    | Enea Bastianini       | Ducati  | 1:29.365     | N/A      |
| 15                 | 21    | Franco Morbidelli     | Yamaha  | 1:29.446     | N/A      |
| 16                 | 36    | Joan Mir              | Honda   | 1:29.454     | N/A      |
| 17                 | 25    | Raúl Fernández        | Aprilia | 1:29.476     | N/A      |
| 18                 | 93    | Marc Márquez          | Honda   | 1:29.479     | N/A      |
| 19                 | 30    | Takaaki Nakagami      | Honda   | 1:29.508     | N/A      |
| 20                 | 49    | Fabio Di Giannantonio | Ducati  | 1:29.681     | N/A      |
| 21                 | 27    | Iker Lecuona          | Honda   | 1:29.751     | N/A      |
| 22                 | 37    | Augusto Fernández     | KTM     | 1:29.769     | N/A      |
| 23                 | 32    | Lorenzo Savadori      | Aprilia | 1:29.962     | N/A      |
| Kết quả chính thức |       |                       |         |              |          |

## Kết quả Sprint race
| Stt                                                               | Số xe | Tay đua               | Đội đua                      | Xe      | Lap | Kết quả   | Xuất phát | Điểm |
| ----------------------------------------------------------------- | ----- | --------------------- | ---------------------------- | ------- | --- | --------- | --------- | ---- |
| 1                                                                 | 1     | Francesco Bagnaia     | Ducati Lenovo Team           | Ducati  | 14  | 21:01.844 | 1         | 12   |
| 2                                                                 | 33    | Brad Binder           | Red Bull KTM Factory Racing  | KTM     | 14  | +2.056    | 3         | 9    |
| 3                                                                 | 89    | Jorge Martín          | Prima Pramac Racing          | Ducati  | 14  | +5.045    | 12        | 7    |
| 4                                                                 | 73    | Álex Márquez          | Gresini Racing MotoGP        | Ducati  | 14  | +8.252    | 5         | 6    |
| 5                                                                 | 43    | Jack Miller           | Red Bull KTM Factory Racing  | KTM     | 14  | +11.365   | 4         | 5    |
| 6                                                                 | 44    | Pol Espargaró         | GasGas Factory Racing Tech3  | KTM     | 14  | +11.816   | 13        | 4    |
| 7                                                                 | 41    | Aleix Espargaró       | Aprilia Racing               | Aprilia | 14  | +11.960   | 11        | 3    |
| 8                                                                 | 12    | Maverick Viñales      | Aprilia Racing               | Aprilia | 14  | +11.984   | 2         | 2    |
| 9                                                                 | 21    | Franco Morbidelli     | Monster Energy Yamaha MotoGP | Yamaha  | 14  | +13.634   | 15        | 1    |
| 10                                                                | 93    | Marc Márquez          | Repsol Honda Team            | Honda   | 14  | +14.435   | 18        |      |
| 11                                                                | 49    | Fabio Di Giannantonio | Gresini Racing MotoGP        | Ducati  | 14  | +15.251   | 20        |      |
| 12                                                                | 36    | Joan Mir              | Repsol Honda Team            | Honda   | 14  | +16.740   | 16        |      |
| 13                                                                | 23    | Enea Bastianini       | Ducati Lenovo Team           | Ducati  | 14  | +18.825   | 14        |      |
| 14                                                                | 25    | Raúl Fernández        | CryptoData RNF MotoGP Team   | Aprilia | 14  | +19.536   | 17        |      |
| 15                                                                | 20    | Fabio Quartararo      | Monster Energy Yamaha MotoGP | Yamaha  | 14  | +22.321   | 9         |      |
| 16                                                                | 27    | Iker Lecuona          | LCR Honda Castrol            | Honda   | 14  | +25.593   | 21        |      |
| 17                                                                | 37    | Augusto Fernández     | GasGas Factory Racing Tech3  | KTM     | 14  | +25.789   | 22        |      |
| Ret                                                               | 5     | Johann Zarco          | Prima Pramac Racing          | Ducati  | 11  | Hư xe     | 10        |      |
| Ret                                                               | 10    | Luca Marini           | Mooney VR46 Racing Team      | Ducati  | 6   | Va chạm   | 6         |      |
| Ret                                                               | 32    | Lorenzo Savadori      | Aprilia Racing               | Aprilia | 5   | Va chạm   | 23        |      |
| Ret                                                               | 30    | Takaaki Nakagami      | LCR Honda Idemitsu           | Honda   | 2   | Ngã xe    | 19        |      |
| Ret                                                               | 72    | Marco Bezzecchi       | Mooney VR46 Racing Team      | Ducati  | 1   | Hư xe     | 7         |      |
| Ret                                                               | 88    | Miguel Oliveira       | CryptoData RNF MotoGP Team   | Aprilia | 0   | Va chạm   | 8         |      |
| Fastest sprint lap: Francesco Bagnaia (Ducati) – 1:29.383 (lap 4) |       |                       |                              |         |     |           |           |      |
| Kết quả chính thức                                                |       |                       |                              |         |     |           |           |      |

## Kết quả đua chính thể thức MotoGP
| Stt                                                        | Số xe | Tay đua               | Đội đua                      | Xe      | Lap | Kết quả   | Xuất phát | Điểm |
| ---------------------------------------------------------- | ----- | --------------------- | ---------------------------- | ------- | --- | --------- | --------- | ---- |
| 1                                                          | 1     | Francesco Bagnaia     | Ducati Lenovo Team           | Ducati  | 28  | 42:23.315 | 1         | 25   |
| 2                                                          | 33    | Brad Binder           | Red Bull KTM Factory Racing  | KTM     | 28  | +5.191    | 3         | 20   |
| 3                                                          | 72    | Marco Bezzecchi       | Mooney VR46 Racing Team      | Ducati  | 28  | +7.708    | 7         | 16   |
| 4                                                          | 10    | Luca Marini           | Mooney VR46 Racing Team      | Ducati  | 28  | +10.343   | 6         | 13   |
| 5                                                          | 73    | Álex Márquez          | Gresini Racing MotoGP        | Ducati  | 28  | +11.039   | 5         | 11   |
| 6                                                          | 12    | Maverick Viñales      | Aprilia Racing               | Aprilia | 28  | +11.724   | 2         | 10   |
| 7                                                          | 89    | Jorge Martín          | Prima Pramac Racing          | Ducati  | 28  | +12.917   | 12        | 9    |
| 8                                                          | 20    | Fabio Quartararo      | Monster Energy Yamaha MotoGP | Yamaha  | 28  | +19.509   | 9         | 8    |
| 9                                                          | 41    | Aleix Espargaró       | Aprilia Racing               | Aprilia | 28  | +20.231   | 11        | 7    |
| 10                                                         | 23    | Enea Bastianini       | Ducati Lenovo Team           | Ducati  | 28  | +20.729   | 13        | 6    |
| 11                                                         | 21    | Franco Morbidelli     | Monster Energy Yamaha MotoGP | Yamaha  | 28  | +21.527   | 14        | 5    |
| 12                                                         | 93    | Marc Márquez          | Repsol Honda Team            | Honda   | 28  | +23.027   | 18        | 4    |
| 13                                                         | 5     | Johann Zarco          | Prima Pramac Racing          | Ducati  | 28  | +24.259   | 10        | 3    |
| 14                                                         | 37    | Augusto Fernández     | GasGas Factory Racing Tech3  | KTM     | 28  | +25.365   | 22        | 2    |
| 15                                                         | 43    | Jack Miller           | Red Bull KTM Factory Racing  | KTM     | 28  | +25.475   | 4         | 1    |
| 16                                                         | 44    | Pol Espargaró         | GasGas Factory Racing Tech3  | KTM     | 28  | +28.073   | 16        |      |
| 17                                                         | 49    | Fabio Di Giannantonio | Gresini Racing MotoGP        | Ducati  | 28  | +28.998   | 20        |      |
| 18                                                         | 30    | Takaaki Nakagami      | LCR Honda Idemitsu           | Honda   | 28  | +32.316   | 19        |      |
| 19                                                         | 32    | Lorenzo Savadori      | Aprilia Racing               | Aprilia | 28  | +42.392   | 23        |      |
| 20                                                         | 27    | Iker Lecuona          | LCR Honda Castrol            | Honda   | 28  | +46.239   | 21        |      |
| Ret                                                        | 25    | Raúl Fernández        | CryptoData RNF MotoGP Team   | Aprilia | 27  | Bỏ cuộc   | 17        |      |
| Ret                                                        | 36    | Joan Mir              | Repsol Honda Team            | Honda   | 12  | Ngã xe    | 15        |      |
| Ret                                                        | 88    | Miguel Oliveira       | CryptoData RNF MotoGP Team   | Aprilia | 6   | Bỏ cuộc   | 8         |      |
| Fastest lap: Francesco Bagnaia (Ducati) – 1:29.840 (lap 3) |       |                       |                              |         |     |           |           |      |
| Kết quả chính thức                                         |       |                       |                              |         |     |           |           |      |

## Bảng xếp hạng sau chặng đua
|  | Stt | Tay đua           | Điểm |
|  | --- | ----------------- | ---- |
|  | 1   | Francesco Bagnaia | 251  |
|  | 2   | Jorge Martín      | 189  |
|  | 3   | Marco Bezzecchi   | 183  |
|  | 4   | Brad Binder       | 160  |
|  | 5   | Johann Zarco      | 125  |

|  | Stt | Xưởng đua | Điểm |
|  | --- | --------- | ---- |
|  | 1   | Ducati    | 354  |
|  | 2   | KTM       | 201  |
|  | 3   | Aprilia   | 166  |
|  | 4   | Honda     | 93   |
|  | 5   | Yamaha    | 93   |

|  | Stt | Đội đua                     | Điểm |
|  | --- | --------------------------- | ---- |
|  | 1   | Prima Pramac Racing         | 314  |
|  | 2   | Mooney VR46 Racing Team     | 303  |
|  | 3   | Ducati Lenovo Team          | 285  |
|  | 4   | Red Bull KTM Factory Racing | 256  |
|  | 5   | Aprilia Racing              | 203  |